# Kościół Matki Boskiej Bolesnej w Nowej
Kościół Matki Boskiej Bolesnej w Nowej – zabytkowy kościół w miejscowości Nowa. 
Gotycki kościół filialny z XV w. przebudowywany do XVI w. Obok cmentarz przykościelny. W polu ostrołukowego tympanonu  nad wejściem schodkowa archiwolta zawierająca herb von Hocke. Peter von Hocke sprzedał wieś Nowa w 1423.

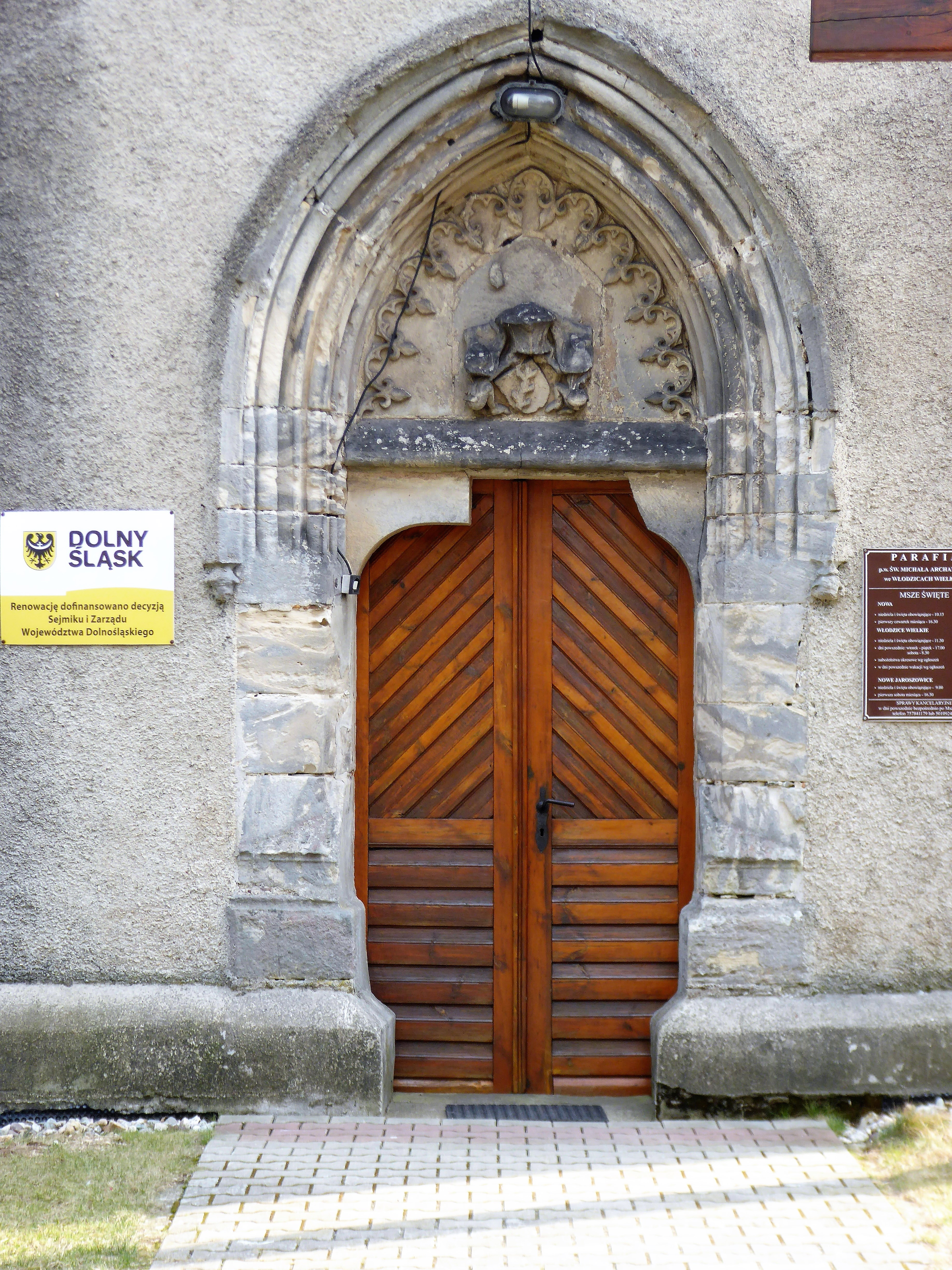
Tympanon z herbem
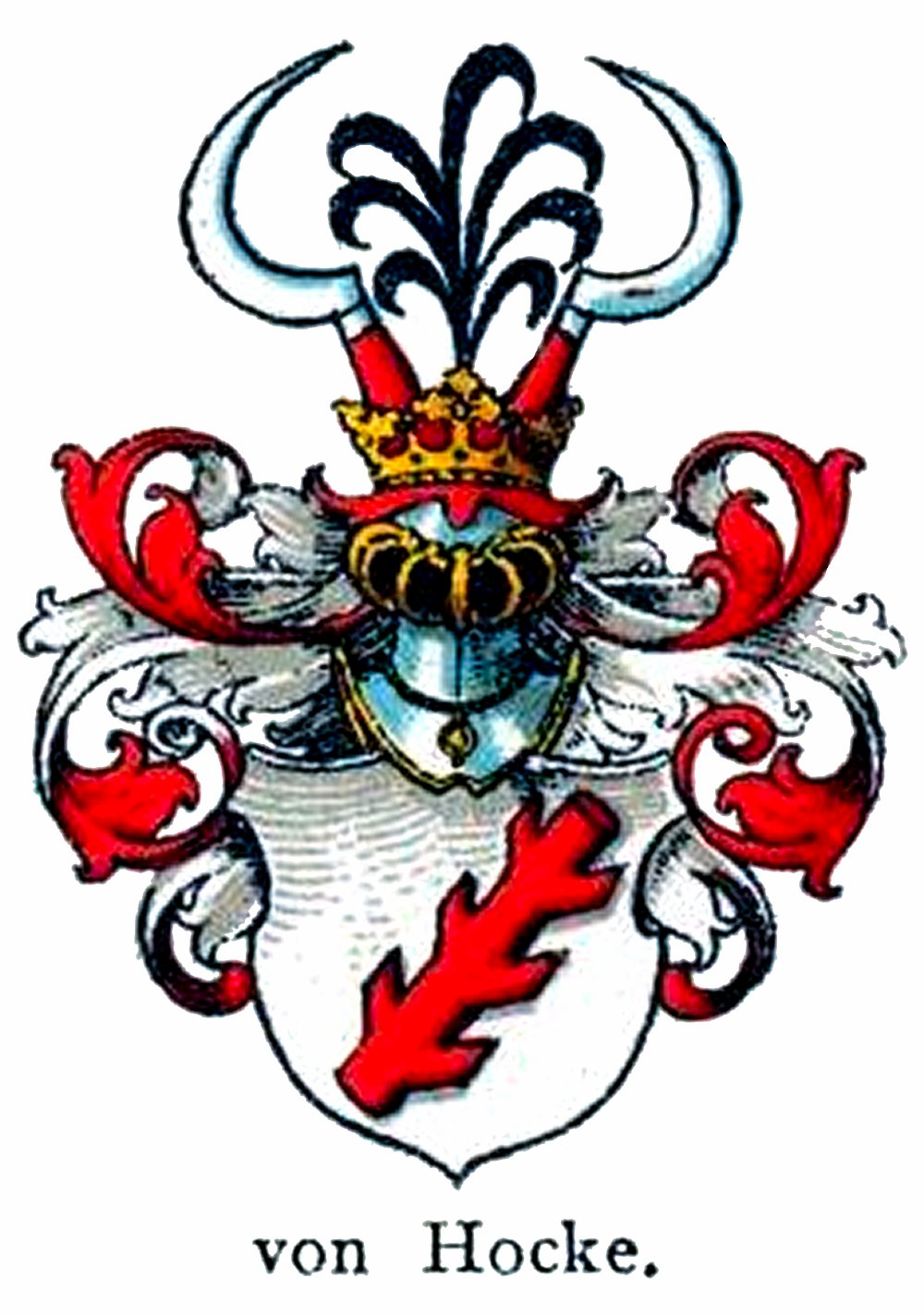
Herb von Hocke